# هوارد ليفي
هوارد ليفي (بالإنجليزية: Howard Levi)‏ هو رياضياتي أمريكي، ولد في 9 نوفمبر 1916 في نيويورك في الولايات المتحدة، وتوفي في 11 سبتمبر 2002.